# 嗜尿
嗜尿（しにょう、ウロラグニア、urolagnia、urophilia）は、性的興奮が尿または排尿と関連している性的倒錯。urolagniaの語源は、ギリシャ語で「尿」を意味するouronと、「色欲」を意味するlagneiaに由来する。ゴールデンシャワー（golden shower）は性的快楽のために人に放尿する行為を指す俗語だが、ウォータースポーツ（watersports）という用語は、より広く尿を伴う性行為全般を指している。
性行為には、飲尿したり、尿を浴びたり、人や物に排尿したり、失禁などが含まれる場合がある。尿の臭いを嗜好する場合もある。
膀胱がいっぱいになってトイレに行きたくなることに対するフェチである「おもらし」は、嗜尿の一部であるとみなされることがある。